# Torre Mas Enrich
|  | Vegeu altres significats a Torre del Moro |

La Torre Mas Enrich, també anomenada Torre del Moro a causa de l'home amb turbant de la finestra, és un edifici situat al barri d'Horta de Barcelona, catalogat com a bé cultural d'interès local.

## Història
Aquesta masia estava situada en el camí de pas de les tropes que es desplaçaven al castell de Valldaura des de Barcelona i s'hi aturaven a reposar.

## Descripció
Edifici de planta quadrada, actualment entre mitgeres, que formava part de l'antic Mas Enrich, a la finca de Can Fontaner.
Construcció de tàpia amb cantonades de totxo. La porta d'entrada és d'arc dovellat i té dues finestres gòtiques (una d'elles tapada per un rètol) col·locades sobre el mateix eix en plantes successives. A la finestra del primer pis hi ha un cap de dona i un d'home amb turbants. Es troba en mal estat de conservació.